# Regiunea Durrës
Regiunea Durrës (albaneză: Qarku i Durrësit) este una dintre cele 12 regiuni ale Albaniei. Conține districtele Durrës, și Krujë, iar capitala sa este orașul Durrës.